# På svenska
På svenska utkom 2005 och är den svenska popsångerskan Jessica Folckers tredje album. Till skillnad från hennes två tidigare album sjunger hon här enbart på svenska. Om natten var Jessica Folckers bidrag i den svenska Melodifestivalen 2005, men hon gick inte vidare ifrån deltävlingen.

## Låtlista
1. Du kunde ha varit med mig
2. Vad gör jag nu
3. Låt mig alltid minnas dig så här
4. När du vänder dig bort
5. Om detta är ditt hem
6. Nu och när
7. Om du vill in i mitt liv
8. Kom till mig
9. Midnatts längtan
10. Vad gjorde jag fel
11. En annan sång
12. Om natten

## Listplacering
| Lista (2005) | Topplacering |
| ------------ | ------------ |
| Sverige      | 41           |

### Fotnoter
1. ↑  ”På svenska”. Hitparad. Maj 2005. http://hitparad.se/showitem.asp?interpret=Jessica+Folcker&titel=P%E5+svenska&cat=a. Läst 2 september 2012.